# Lester Goran
Lester Goran (* 16. Mai 1928 in Pittsburgh, Pennsylvania, USA; † 6. Februar 2014 in Coral Gables, Florida) war ein US-amerikanischer Schriftsteller. Bekannt wurde er für seine Arbeiten über das Aufwachsen von armen Jugendlichen in seiner Heimatstadt Pittsburgh.

## Leben
Goran wuchs in einem Armenviertel in der Nähe der University of Pittsburgh auf. Auch wenn die Universität in der Nähe war, gehörte Goran der Arbeiterklasse an. In seinen Arbeiten wird deutlich, dass er stark von dieser Kultur beeinflusst wurde, besonders von dem Treiben in den irischen Pubs.
Goran besuchte in seiner Jugend die Fifth Avenue High School und die Schenley High School. Er studierte danach an der University of Pittsburgh und absolvierte dort 1951 seinen Bachelor und 1960 seinen Master Master. Goran leistete seinen Militärdienst beim United States Army Corps of Engineers und der Militärpolizei ab.
Er war verheiratet mit Edythe McDowell und hatte mit ihr drei Kinder.

## Karriere
Goran war seit 1960 Mitglied einer Fakultät in der University of Miami in Coral Gables, Florida. 1974 bekam er einen Professoren-Titel in Englisch. Er beschäftigte sich in seinen Werken vor allem mit seiner eigenen Vergangenheit und Erziehung. In Tales from the Irish Club: A Collection of Short Stories schilderte Goran die Umgebung seiner Kindheit in einer Reihe von Kurzgeschichten. Hier ist der Einfluss der irisch-amerikanischen Kultur zu spüren.
Die Fortsetzung von Tales from the Irish Club war She Loved Me Once, eine weitere Sammlung von Kurzgeschichten. Kritiker lobten She Loved Me Once als eine saubere Darstellung von Gorans Kindheit. In seinem Roman Bing Crosby's Last Song betrachtete er Pittsburgh aus Sicht seiner Hauptfigur Daly Racklin. Der Roman spielt kurz vor der Ermordung von John F. Kennedy und Herzproblemen von Daly und dem möglichen Verlust seiner Heimat. Kritiker, darunter das Library Journal urteilten, dass die Arbeit eher ein „Nostalgie-Snapshot“ sei als ein echter Roman. Dennoch wurde das Buch von den meisten Kritikern gelobt.

## Werke
- 1960: Die Fallschirmjäger der Mechanic Avenue
- 1962: Maria Light
- 1964: The Candy Butcher's Farewell
- 1966: Der Fremde im Schnee
- 1968: The Demon in the Sun Eissalon
- 1971: The Keeper of Secrets
- 1985: Miss Beautiful
- 1994: The Bright Streets of Surfside: The Memoir of a Friendship mit Isaac Bashevis Singer
- 1996: Tales from the Irish Club: A Collection of Short Stories
- 1997: She Loved Me Once, and Other Stories
- 1998: Bing Crosby's Last Song
- 1999: Outlaws of the Purple Cow and Other Stories

## Referenzen
- Dictionary of Literary Biography, Band 244: American Short-Story Writers seit dem Zweiten Weltkrieg, Thomson Gale (Detroit, MI), 2001.
- Contemporary Authors Online, Gale, 2008. Abgedruckt in Biography Resource Center. Farmington Hills, Michigan: Gale, 2008.